# Andreas Wenger
Andreas Wenger (* 22. Januar 1964) ist ein Schweizer Politikwissenschaftler.

## Leben
Andreas Wenger studierte Geschichte, Politikwissenschaft und deutsche Literatur an der Universität Zürich. Er promovierte in Zürich und war Gastwissenschaftler an der Woodrow Wilson School für öffentliche und internationale Angelegenheiten und am Center of International Studies der Princeton University. Während dieser Zeit schrieb er seine Doktorarbeit über die Rolle von Atomwaffen im internationalen System des Kalten Krieges. Andreas Wenger war Gastwissenschaftler an der Princeton University (1992–1994), der Yale University (1998), dem Woodrow Wilson Center (2000) und der George Washington University (2005). Er ist Professor für Internationale und Schweizer Sicherheitspolitik an der ETH Zürich und seit 2002 Direktor des Zentrums für Sicherheitsstudien (CSS).
Seine Forschungsschwerpunkte sind Sicherheits- und Strategiestudien sowie der Geschichte der internationalen Beziehungen.

## Schriften (Auswahl)
- Kontinuität und Wandel in der amerikanischen Nuklearstrategie. Präsident Eisenhowers Strategie der massiven Vergeltung und die nuklearstrategische Neuevaluation der Administration Kennedy. Zürich 1991, ISBN 3-905641-10-0.
- mit Jeronim Perović: Das schweizerische Engagement im ehemaligen Jugoslawien. Über Grenzen und Möglichkeiten der Aussenpolitik eines neutralen Kleinstaates. Zürich 1995, ISBN 3-905641-43-7.
- mit Kurt R. Spillmann und Christoph Breitenmoser: Schweizer Sicherheitspolitik seit 1945. Zwischen Autonomie und Kooperation. Zürich 2001, ISBN 3-85823-909-7.
- mit Doron Zimmermann: International relations. From the Cold War to the globalized world. Boulder 2003, ISBN 1-58826-074-7.